# 프란츠 요제프 2세
프란츠 요제프 2세(Franz Josef II., 1906년 8월 16일  ~ 1989년 11월 13일)는 리히텐슈타인의 14대 후작이다.
1906년 8월 16일 리히텐슈타인 후자 알로이스와 오스트리아의 엘리자베트 아말리에 여대공의 6남 2녀 중 장남으로 태어났다. 이름은 대부인 오스트리아-헝가리의 황제 프란츠 요제프 1세에서 따왔다.
출생 당시 후위 계승 서열 5위였고, 1923년 큰아버지 프란츠 후자와 아버지 알로이스 후자가 후위 계승권을 프란츠 요제프에게 넘기면서 후위 계승권자가 되었고, 1938년 당숙할아버지이자 외종조부였던 프란츠 1세가 사망하면서 리히텐슈타인 후작이 되었다.

## 자녀
게오르기나 폰 빌체크와 결혼해서 슬하 4남 1녀를 두었다.
- 장남 한스아담 2세 - 슬하 3남 1녀
- 차남 필리프 - 슬하 3남
- 삼남 니콜라우스 - 슬하 2남 2녀
- 장녀 노라 - 슬하 1녀
- 사남 프란츠 요제프 - 미혼, 자녀 없음